# Fotografía policial de Donald Trump

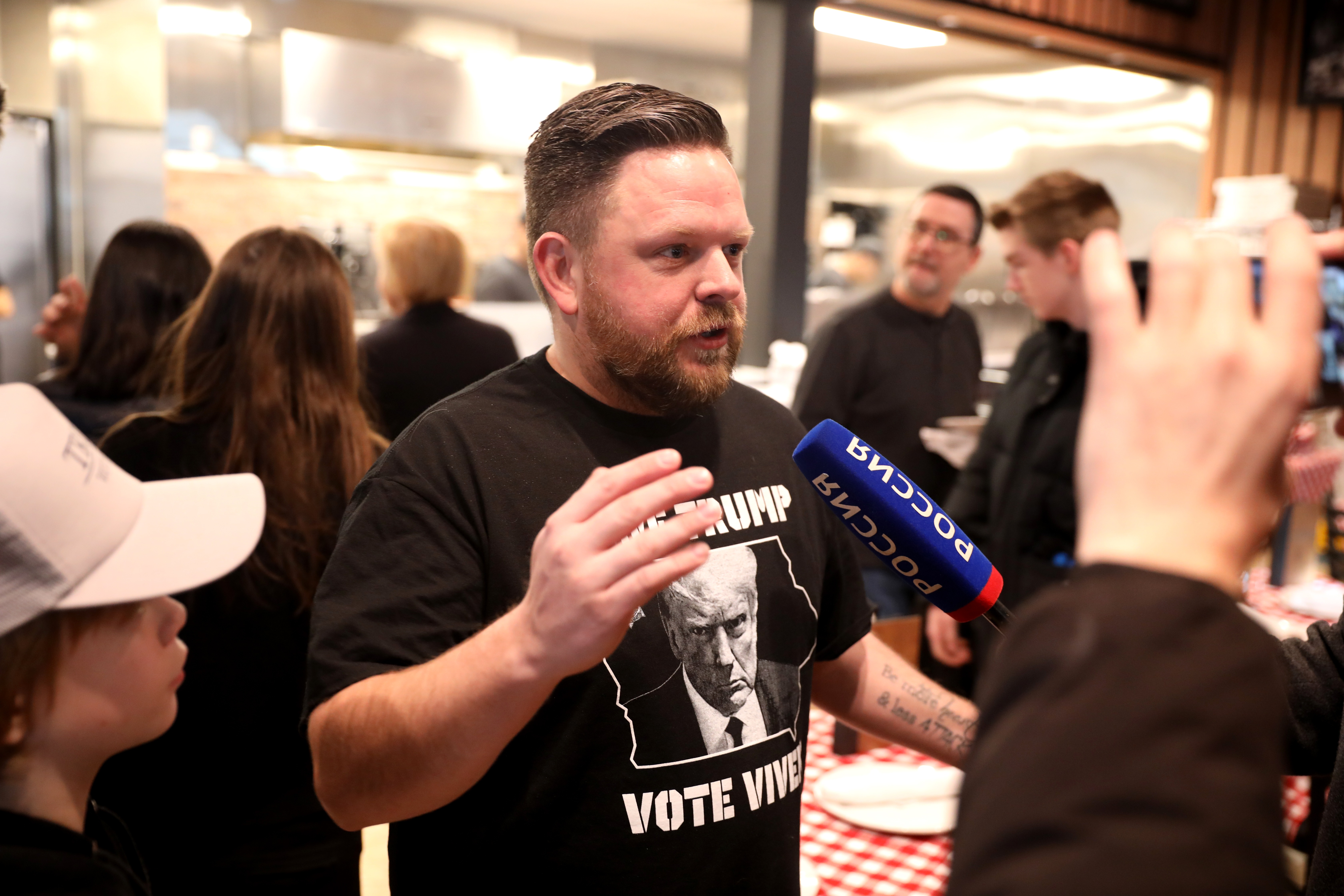
Partidario del político republicano Vivek Ramaswamy en un mitin de campaña utilizando una camisa con la fotografía.

La fotografía policial de Donald Trump, el 45.o (2017-2021) y actual presidente de los Estados Unidos , fue tomada en la cárcel del condado de Fulton en Atlanta, el 24 de agosto de 2023, después de que Trump se entregara a las autoridades tras una acusación estatal en su contra. Trump fue fichado con el número de reserva 2313827.
Muchos comentaristas lo han considerado una obra maestra arquetípica del trumpismo. Se ha señalado la adopción de la foto policial por diferentes puntos del espectro político, por razones opuestas, como la capacidad de Trump para sobrevivir a la controversia de una manera que sus contemporáneos son incapaces de hacer, mostrando una imagen pública distintiva y una presencia enigmática y polarizadora en la política.
Es la primera y única fotografía policial jamás tomada de un presidente estadounidense. BBC News comentó sobre su ambiente estilo interrogatorio. A las pocas horas de su lanzamiento al público, se convirtió en un meme viral de Internet y apareció en productos vendidos en línea.
Antes de que se tomara la fotografía, muchos, incluidos los propios familiares de Trump, anticipaban el concepto de una foto policial del famoso multimillonario como la foto policial más famosa de la historia de los Estados Unidos y la imagen más icónica de la política de dicho país.

## Antecedentes
Donald Trump y otras 18 personas fueron acusados formalmente de extorsión y cargos relacionados por un gran jurado del condado de Fulton, Georgia, el 14 de agosto de 2023, tras una investigación iniciada en febrero de 2021 por la fiscal de distrito, Fani Willis. Después de que el gran jurado emitiera órdenes de arresto para los 19 acusados, Willis brindó a los coacusados la oportunidad de entregarse voluntariamente antes del mediodía, hora del este, del 25 de agosto.
El 24 de agosto, poco después de las 19:30 horas, Trump se entregó y fue ingresado en la cárcel del condado de Fulton en Atlanta, donde fue arrestado y se le tomaron las huellas digitales al recluso número P01135809 y se le tomó una fotografía policial, antes de ser liberado bajo fianza. Los registros de la cárcel enumeraban a Trump con una altura de 1,91 m (6 pies 3 pulgadas) y un peso de 98 kg (215 lb), con ojos azules y cabello «rubio o fresa».
A las 21:38 horas, Trump publicó una imagen con la fotografía policial en Twitter, que también contenía un enlace a una página de WinRed solicitando contribuciones para su campaña presidencial de 2024. En el texto que acompaña a la foto, Trump escribió "FOTOS FISCALES - 24 DE AGOSTO DE 2023", "INTERFERENCIA ELECTORAL" y "¡NUNCA TE RINDAS!". Fue la primera vez que publicó en la plataforma desde enero de 2021, cuando fue suspendido por ser uno de los responsables del asalto al Capitolio de ese año. Aunque la suspensión de su cuenta se levantó en noviembre de 2022 gracias al magnate sudafricano Elon Musk, Trump no publicó en su cuenta durante los nueve meses siguientes.

## Reacciones
La fotografía ganó notoriedad y fue descrita como «icónica e infame» en CNN. AP mencionó que esta fotografía era una «una imagen duradera que aparecerá en los libros de historia mucho después de que Donald Trump se haya ido». Chris McGreal de The Guardian la calificó como «la foto policial definitoria de la década» y que define la política estadounidense moderna, señalando que «la hostilidad de Trump brilla cuando levanta los ojos hacia la cámara que está encima de él y en su boca tensa y hacia abajo (...) Con traje azul, camisa blanca y corbata roja, no intenta sonreír como algunos de sus coacusados en sus fotografías policiales. La imagen no halaga, pero sí transmite el mensaje que muchos de los partidarios de Trump quieren escuchar: beligerancia».
The Telegraph dijo: «Se muestra al presidente número 45 adoptando una pose hostil, con las cejas contraídas, los labios fruncidos y un ceño amenazador en el rostro. Su cabeza y la parte superior de sus hombros son visibles en lo que probablemente se convertirá en una imagen famosa».
Antes de la lectura de cargos contra Trump en Manhattan en abril de 2023, la nuera de este, Lara, dijo que la foto policial «pasaría a la historia como la foto policial más famosa que jamás haya existido en los Estados Unidos», y un portavoz del exmandatario predijo que sería «la foto policial más varonil, más masculina y más guapa de todos los tiempos». No se tomó ninguna foto de reserva en los procesamientos anteriores de Trump.
Los comentaristas han comparado la expresión de Trump con la «mirada de Kubrick», emblemática de varios personajes memorables de las películas del cineasta Stanley Kubrick. En memes y comentarios de Internet, también se decía que la fotografía de la reserva imitaba la «mirada amenazante del personaje Vigo el Cruel destacada en Ghostbusters II y la pose de «acero azul» del personaje epónimo en la película Zoolander.
El presidente estadounidense Joe Biden, quien era el objetivo previsto de las acciones por las que se tomó la foto policial, respondió a la fotografía comentando que Trump era un «tipo guapo».